# Usuki
Usuki (臼杵市, Usuki-shi) est une municipalité ayant le statut de ville dans la préfecture d'Ōita, à Kyūshū au Japon.

## Géographie

### Situation

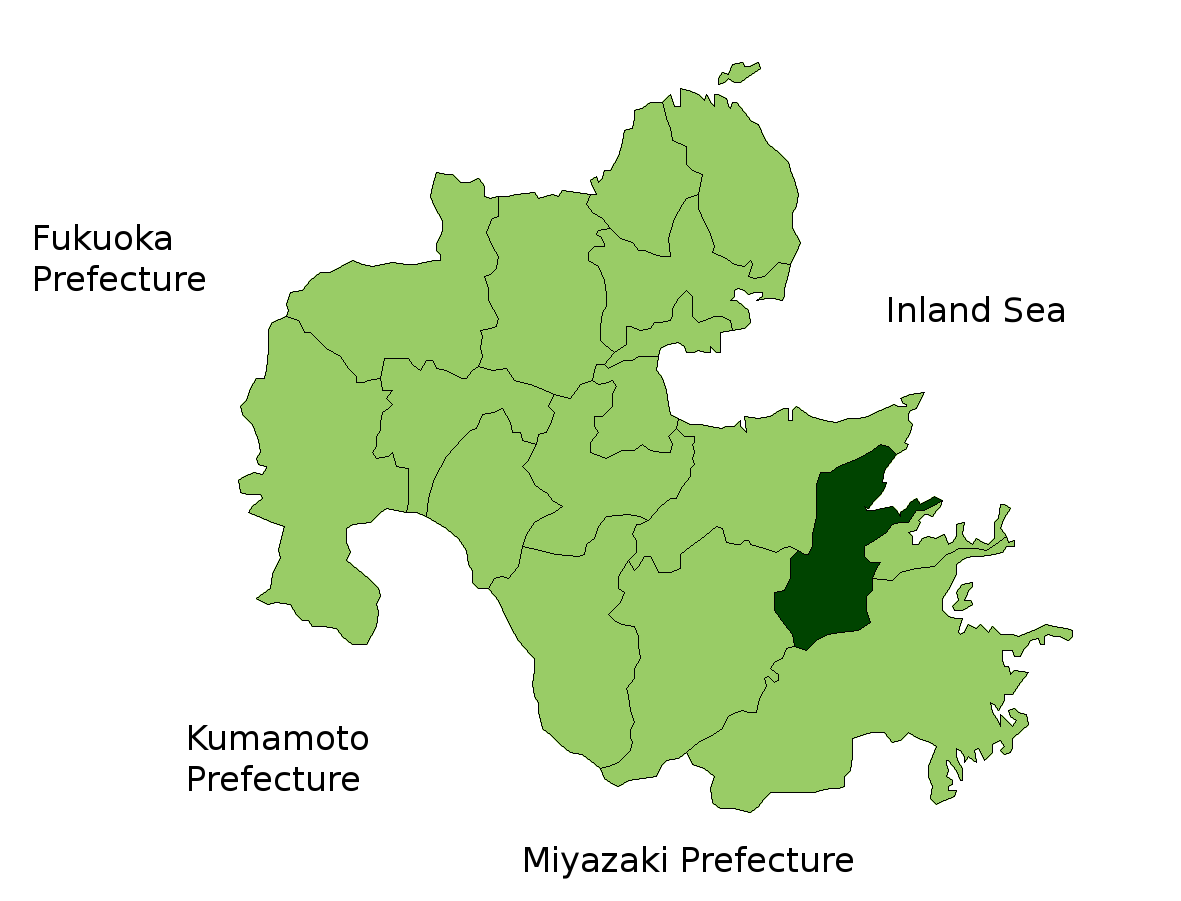

La ville d'Usuki est située dans le sud-est de la préfecture d'Ōita, au bord du détroit de Bungo.

### Municipalités limitrophes
| Ōita      | Ōita  | détroit de Bungo |
| Bungo-ōno | Usuki | Tsukumi          |
| Bungo-ōno | Saiki | Saiki            |

### Démographie
Au 1er avril 2023, la population d'Usuki s'élevait à 34 296 habitants répartis sur une superficie de 291,20 km2.

### Climat
Usuki a un climat subtropical humide avec des étés chauds et des hivers frais. Les précipitations sont importantes tout au long de l'année, mais un peu plus faibles en hiver. 

## Histoire
En 1600, le Liefde, un navire marchand néerlandais conduit par le navigateur anglais William Adams dériva au large d'Usuki, dans la baie de Bungo. L'équipage néerlandais était mourant et fut emprisonné puis transféré au château d'Osaka sur ordre de Tokugawa Ieyasu. William Adams gagna la confiance de ce dernier et fut le premier Occidental à être nommé samouraï. Ce contact avec l'Occident fut déterminant dans l'histoire du Japon puisque les armes saisies à bord du navire furent réutilisées lors de la bataille de Sekigahara qui vit l'avènement de Tokugawa Ieyasu comme shogun et le début de l'ère Edo.
Usuki a obtenu le statut de ville le 1er avril 1950.

## Culture locale et patrimoine

### LeUsuki sekibutsu
La municipalité d'Usuki abrite un site monumental de statues taillées à flanc de rocher dénommé Usuki sekibutsu (臼杵石仏). Ce site est classé trésor national depuis 1995.

### Autres attractions

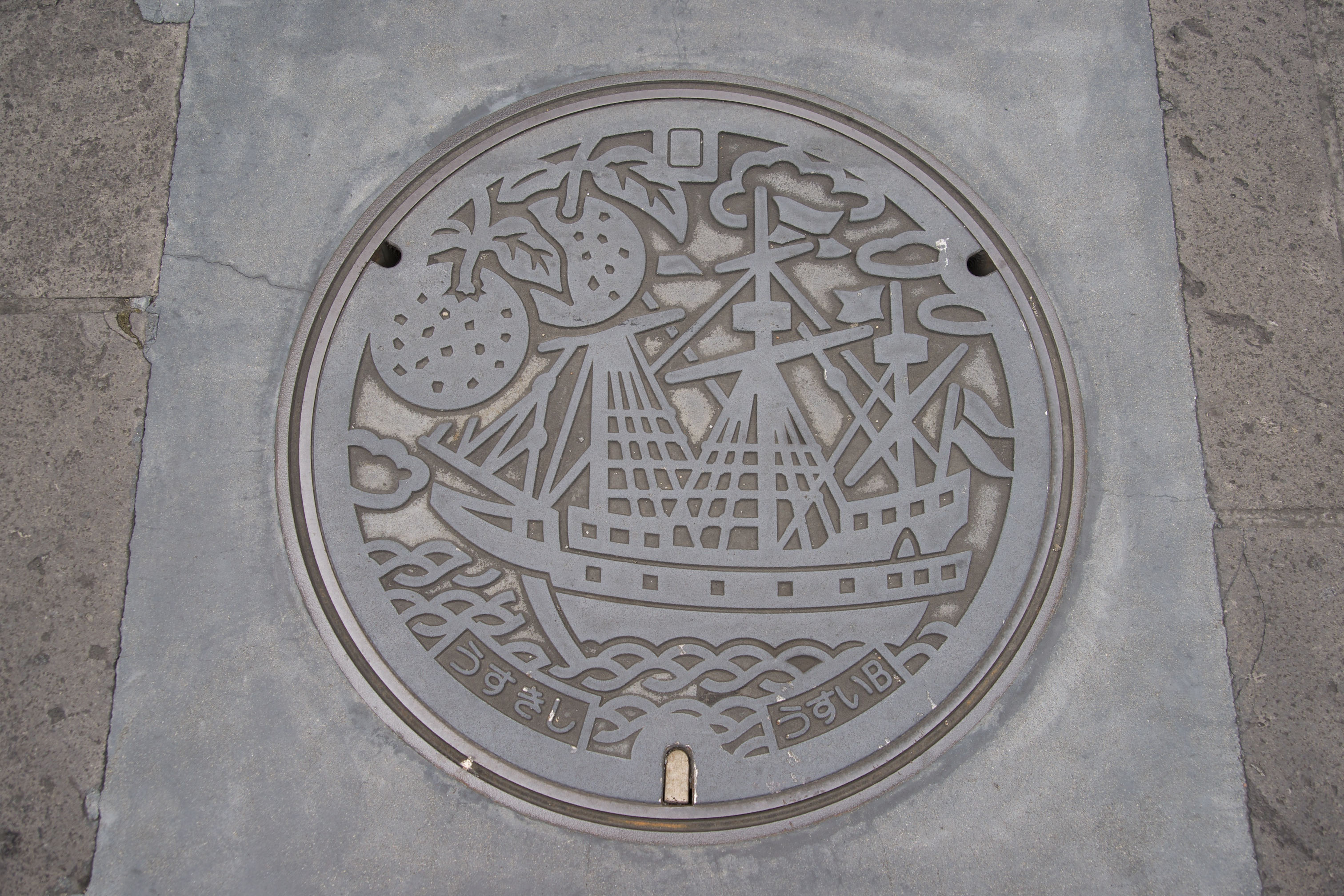
Plaque d'égout à Usuki représentant un galion portugais et des kabosu.

Usuki fut un point d'échange important avec les navires portugais, un musée dénommé Sala de Usuki se trouve au cœur du quartier historique.
La ville est connue pour être l'un des plus importants lieux de production de kabosu et la cuisine locale comporte un nombre important de plats l'utilisant.
Il reste des vestiges du château d'Usuki, dont le site a été transformé en parc municipal.

## Transports
Usuki est desservie par la ligne principale Nippō de la JR Kyushu. La gare d'Usuki est la principale gare de la ville.

## Jumelage
Usuki est jumelée avec :
- Kandy (Sri Lanka) depuis le 27 février 1967,
- Dunhuang (Chine) depuis le 27 septembre 1994,
- Hitachiōta (Japon) depuis le 10 octobre 2015.

## Symboles municipaux
Les plantes qui symbolisent la ville sont le kabosu (Citrus sphaerocarpa, sorte de petit citron vert) et la sauge splendide (Salvia splendens).